# Alianza de la Izquierda Verde Nórdica
La Alianza de la Izquierda Verde Nórdica (NGLA, por su nombre en inglés Nordic Green Left Alliance) es una alianza informal de partidos políticos nórdicos de izquierdas y ecosocialistas, fundada en Reikiavik (Islandia) el 1 de febrero de 2004, y formada por siete partidos de cinco países del norte de Europa, tres de ellos de la Unión Europea.
Los miembros de la Alianza no pertenecen al Partido de la Izquierda Europea, pero participan en sus eventos en calidad de observadores. La mayor parte de los europarlamentarios están integrado en el Grupo Confederal de la Izquierda Unitaria Europea / Izquierda Verde Nórdica, con la excepción de los representantes del Partido Popular Socialista de Dinamarca, que forman parte del Grupo de Los Verdes / Alianza Libre Europea.

## Historia
En 2004, cuando se creó la Alianza de la Izquierda Verde Nórdica, el objetivo era fortalecer la cooperación y los contactos entre los partidos de izquierda nórdicos, y la cooperación internacional en general, tanto a nivel europeo como mundial.
Los principios de la alianza dicen, entre otras cosas, que partes basan el trabajo político en la solidaridad internacional, la justicia social y una distribución más equitativa de los recursos en la sociedad, la igualdad de género, y la solidaridad con las futuras generaciones a través del desarrollo sostenible.
La cooperación entre los partidos de izquierda nórdicos ha estado ocurriendo de manera informal durante años y ha aumentado en los últimos años. Por lo tanto, algunos partidos no querían formalizar más las relaciones y los estatutos hicieron hincapié, entre otras cosas, en que todos los partidos son totalmente independientes, y que la cooperación se basa en el principio confederal de consenso.

## Miembros
Las organizaciones que forman parte de esta alianza, tienen dos diputados en el Parlamento Europeo, y 54 representantes en las diferentes cámaras nacionales.
| País      | País        | Partido                            | Diputados regionales | Diputados regionales | Diputados nacionales | Diputados nacionales | Diputados europeos | Diputados europeos |
| País      | País        | Partido                            | n.º escaños          | Fecha                | n.º escaños          | Fecha                | n.º escaños        | Fecha              |
| --------- | ----------- | ---------------------------------- | -------------------- | -------------------- | -------------------- | -------------------- | ------------------ | ------------------ |
| Dinamarca | Dinamarca   | Alianza Roji-Verde                 |                      |                      | 9/179                | 2022                 | 1/15               | 2024               |
| Dinamarca | Dinamarca   | La Alternativa                     |                      |                      | 6/179                | 2022                 | 0/15               | 2024               |
| Dinamarca | Dinamarca   | Partido Popular Socialista         |                      |                      | 15/175               | 2022                 | 3/15               | 2024               |
| Dinamarca | Groenlandia | Comunidad Inuit                    | 12/31                | 2021                 | 1/2                  | 2022                 |                    |                    |
| Dinamarca | Islas Feroe | República                          | 6/33                 | 2022                 | 0/2                  | 2022                 |                    |                    |
| Finlandia | Finlandia   | Alianza de la Izquierda            |                      |                      | 11/200               | 2023                 | 3/15               | 2024               |
| Islandia  | Islandia    | Movimiento de Izquierda Verde      |                      |                      | 8/63                 | 2021                 |                    |                    |
| Noruega   | Noruega     | Partido de la Izquierda Socialista |                      |                      | 13/169               | 2021                 |                    |                    |
| Noruega   | Noruega     | Partido Rojo                       |                      |                      | 8/169                | 2021                 |                    |                    |
| Suecia    | Suecia      | Partido de la Izquierda            |                      |                      | 24/349               | 2022                 | 2/21               | 2024               |